# ألفرد لوسون (كاتب)
ألفرد لوسون (بالإنجليزية: Alfred Lawson)‏ هو لاعب كرة قاعدة ومؤلف وكاتب واقتصادي أمريكي، ولد في 24 مارس 1869 في لندن في المملكة المتحدة، وتوفي في 29 نوفمبر 1954 في سان أنطونيو في الولايات المتحدة.

## وصلات خارجية
- ألفرد لوسون على موقعبيزبول رفرنس.كوم (الدوري الرئيسي) (الإنجليزية)
- ألفرد لوسون على موقعبيزبول رفرنس.كوم (الدوري الثانوي) (الإنجليزية)